# Львов, Семён Иванович (воевода)
Князь Семён Иванович Львов (ум. 1671) — стольник, рында, голова и воевода во времена правления Михаила Фёдоровича и Алексея Михайловича.
Из княжеского рода Львовых, участник подавления восстания Разина. Младший сын Ивана Васильевича Львова. Имел старшего брата стольника, князя Петра Ивановича.

## Биография
C 1634 года находился на дворцовой службе, сопровождал царя Михаила Фёдоровича в Николо-Угрешский монастырь, а в отсутствие царя в июле этого года дневал и ночевал на государевом дворе. С 1636-1668 года в Боярской книге записан стольником и с тех пор постоянно упоминается в Дворцовых разрядах на различных мероприятиях. В этом же году в январе дневал и ночевал у гроба царевича Ивана Михайловича, а в апреле при гробе царевича Василия Михайловича. В январе 1648 года на бракосочетании царя Алексея Михайловича и Марии Ильиничны Милославской был двадцать четвёртым в свадебном поезде. В 1650-1652 годах сопровождал Государя в ближних богомольных и загородных походах. В ноябре 1653 года послан в Галич дворян, детей боярских, новиков и недорослей на службу верстать. В феврале 1655 года стоял у стола, когда патриарх Никон обедал у царя. В апреле 1656 года третий рында в ферезе с топором при представлении Государю польских послов в Золотой палате.
С 1657 года служил воеводой в Путивле, где узнав от казаков об измене гетмана Ивана Выговского поспешил доложить об этом царю Алексею Михайловичу, заодно и похлопотав об указе быть с другими без мест. В 1658 году, в числе семи стольников, участвовал в переговорах с поляками в Вильне. В январе 1660 года послан в Борисов на речку Березину первым дворянином посольства при боярине и князе Одоевском на съезд с польскими послами. В мае 1661 года голова четвёртой сотни стряпчих при встрече немецких послов, за Земляным городом, стоял по Тверской улице. В январе 1662 года собирал войска в Новгороде, в 1662-1663 годах назначен в Новгородский разряд  "товарищ" (воевода) к боярину князю Борису Александровичу Репнину в Псков, откуда разрешено отступить, Репнину в Великий Новгород, а князю Львову в Великие Луки. Данная мера была вынужденной, в связи с возникшими трудностями при закупке хлеба для войска. В 1663 году к Великим Лукам подошли польские и литовские отряды и Львову было выслано подкрепление для борьбы с ними. В этом же году местничал с Герасимом Кузмичём Шишковым, который был послан для сыска о мародёрстве, и посчитал, что по царской грамоте оказался в подчинении князя С.И. Львова, что не мог допустить. В 1664-1665 полковой воевода в Белгороде. Прибыв в Белгород 10 июня 1664 года к князю А.А. Репнину вторым воеводой, князь Львов спросил у него, прислан ли уже указ о безместии, и когда узнал, что ещё нет, отказался сидеть со всеми в съезжей избе, до прихода указа, который прибыл 15 июня.
В 1667-1670 годах был назначен третьим воеводой в Астрахань, к воеводе Ивану Семёновичу Прозоровскому, откуда в августе 1668 года немедленно направлен первым воеводою войск (4.000 стрельцов) на 36 стругах против бунтующих людей и казаков войска Степана Тимофеевича Разина. Перед походом 16 августа был отслужен торжественный молебен патриархом Антиохийским Макарием и митрополитом Астраханским Иосифом с окроплением Святой водой. Год спустя, в начале августа 1669 года в Каспийском море около устья Волги появился сам Степан Разин с казаками. Когда это стало известно в Астрахани, князь Прозоровский немедленно отправил против них князя Львова с 4.000 вооружённых стрельцов, на 36 стругах. Казаки расположились на острове Четырёх Бугров, при устье Волги и ожидали там прихода царского войска. Увидав, что им не справиться с царским войском, они уплыли в Каспийское море и князь Львов двадцать вёрст гнался за ними, а затем отправил к ним посланника для переговоров относительно условий на которых они могут возвратиться на Дон. После чего князь Львов и казаки Степана Разина повернули в Астрахань. Разин провёл под Астраханью полторы недели и расположил к себе городскую чернь приветливым общением и раздачей денег. Весной 1670 года в Астрахани узнали, что Царицын захвачен казаками пред водимыми Разиным. Князь Прозоровский отправил против них 2.000 стрельцов и 500 вольных людей, под начальством князя Львова, но находящиеся среди них приверженцы Разина сумели настроить посланные царские войска сочувствием к "батюшке Степану Разину". Едва показались судна бунтующих, как стрельцы взволновались и начали вязать и убивать вольных людей и не перешедших на их сторону стрельцов. Князь Семён Иванович каким-то чудом уцелел. С 25 мая 1670 года в Астрахани началось сильное людское волнение в пользу Разина, приход которого горожане с нетерпением ждали. В конце июля казаки Разина были в пущены горожанами в Астрахань, князь Прозоровский пытавшийся этому помешать был тяжело ранен жителем города. На другое утро в город приехал сам Степан Разин и собственноручно сбросил князя Прозоровского с церковной колокольни. После взятия Астрахани войско Разина с его предводителем отправилось вверх по Волге, а в Астрахани остался атаман Василий Родионович Ус. Пленный князь Львов был привезён стрельцами в Астрахань неделю спустя, после того, как город сдался Разину, и помещён под караул. Неизвестно, как провёл князь Львов зиму 1670-1671 года и мог ли что-то предпринять против бунтующих астраханцев, а увещеваний и уговоров астраханского митрополита Иосифа никто не слушал. Разин был казнён в Москве 06 июня 1671 года. Один из его атаманов Фёдор Шелудяк, опасаясь не быть принятым в Астрахани и таким образом лишиться последнего убежища, созвал на пути к Астрахани круг (совещание), где приговорили казнить митрополита Иосифа и князя Львова.  Чтобы побудить казаков на такой шаг, послали вперёд гонца сказать Василию Усу, что Иосиф и Львов связались с донскими и терскими казаками (Дон и Терек в это время не поддерживали Разина)  и что по их письму был пойман сам Разин.  Ожесточившиеся находящиеся в городе казаки призвали в круг митрополита Иосифа, который пришёл к ним в полном облачении, с крестом в руках и в сопровождении священников. Из круга митрополит был направлен в пороховой погреб на пытки, затем так же, как и Прозоровского, его отвели на колокольню и сбросили вниз. После убийства митрополита, принялись пытать князя Львова, которому "по многим томлениям и муках" отрубили голову. Затем бунтующие казаки разгромили имущество митрополита и князя Львова.
От брака с неизвестной имел детей, князей Фёдора и стольника Михаила Семёновичей Львовых.